# آبشار تامز کریک
آبشار تامز کریک (به انگلیسی: Toms Creek Falls) آبشاری است که در جنگل ملی پیزگاه، کارولینای شمالی واقع شده و ارتفاع کلی ریزشگاه آن ۶۰ فوت (۱۸٫۳ متر) است.